# Мандинга
Мандинга је румунски поп бенд из Букурешта. Оригинална солисткиња је била Елена Георге која је напустила групу 2005. године. Од 2006. је нова главна вокалисткиња Елена Јонеску. Група је представљала Румунију на Евровизији 2012. са песмом „Zaleilah“.

## Дискографија
- ...de corazón (2003)
- Soarele meu (2005)
- Gozalo (2006)
- Donde (2008)
- Club de Mandinga (2012)